# Cachoeira da Fumaça (Bahia)
Cachoeira da Fumaça – wodospad w stanie Bahia we wschodniej Brazylii na terenie Parku Narodowego Chapada Diamantina.
Wodospad Cachoeira da Fumaça ma wysokość 340 m. Przed odkryciem 353-metrowego wodospadu Cachoeira do Araca był uważany za najwyższy wodospad w Brazylii.

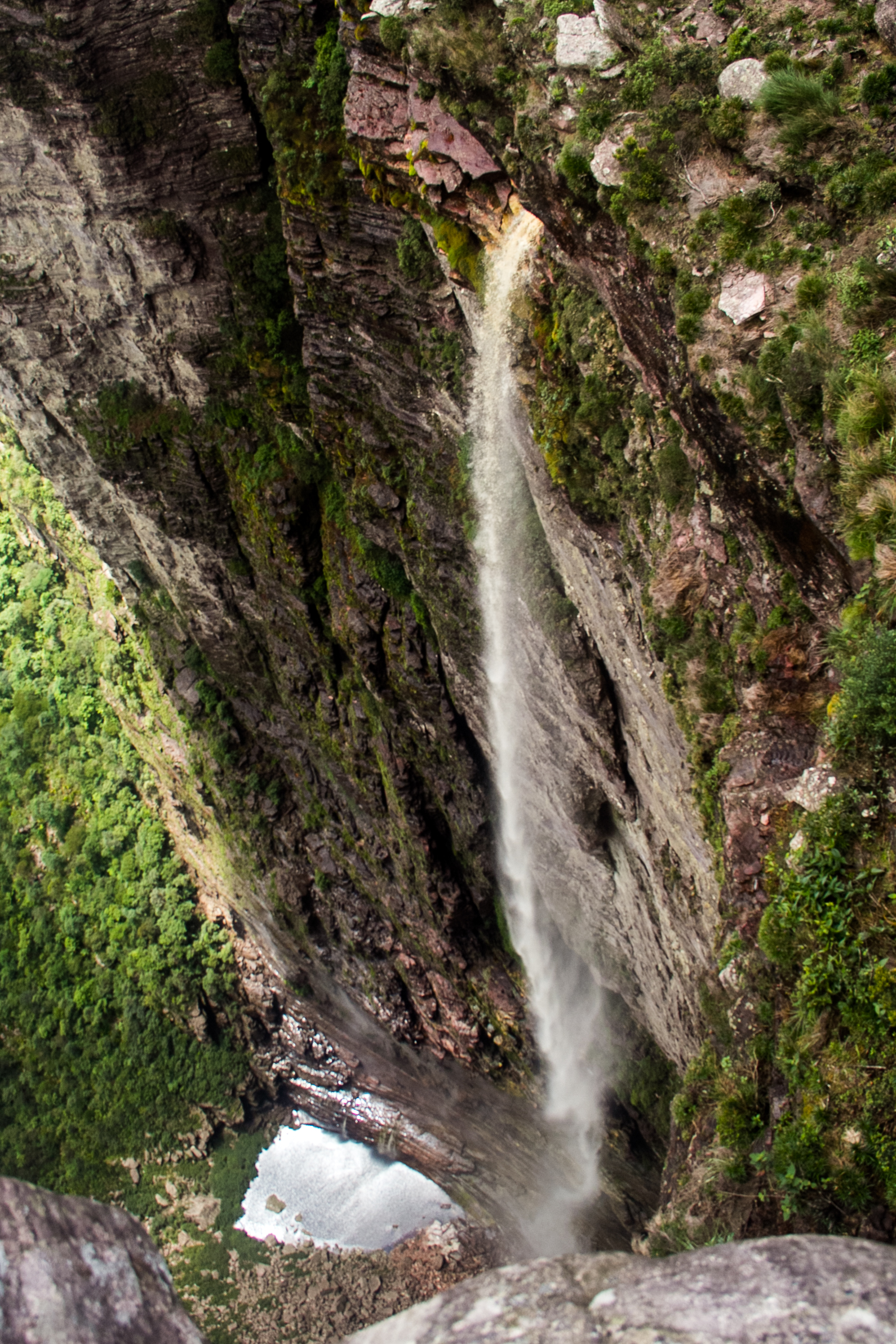
Widok wodospadu z góry

Do wodospadu można dotrzeć na dwa sposoby: z góry, 6-kilometrowym spacerem z bazy ekologicznej w Vale do Capão lub z dołu, po trzydniowej wędrówce z Lençóis.
Wodospad był znany lokalnej ludności, ale szerzej stał się znany po odkryciu go w 1960 roku przez pilota Georga Glassa.
Wodospad Cachoeira da Fumaça pojawił się w jednej ze scen bollywoodzkiego filmu Dhoom 2 z 2006 roku.